# Per Blendstrup
Per Bjarne Blendstrup (født 18. oktober 1936 i Spentrup, død 29. november 2003) var en dansk elektriker og socialdemokratisk politiker. Han indtrådte Folketinget i 1978 da Jens Kampmann nedlagde sit mandat og igen 1981 da Poul Dalsager nedlagde sit mandat for blive Europa-Kommissær.
Blendstrup var søn husmand Jens Chr. Blendstrup og hustru Anne Margrethe Blendstrup. Han var uddannet elektriker.
Blendstrup var opstillet til Folketinget for Socialdemokratiet i Mariagerkredsen i 1976. Han blev aldrig direkte valgt til Folketinget, men var stedfortræder og indtrådte som ordinært medlem to gange: Første gang var fra 5. oktober 1978 til valget 23. oktober 1979 da Jens Kampmann udtrådte af Folketinget. Anden gang var fra 21. januar 1981 til valget 8. december 1981 da Poul Dalsager udtrådte for at blive landbrugskommissær i Europa-Kommissionen. Derforuden var han 8 gange midlertidigt medlem af Folketinget i perioden 1979 til 1983 som stedfortræder for flere forskellige socialdemokratiske folketingsmedlemmer med orlov.
Han havde flere lokale tillidshverv og var medlem af Purhus kommunalbestyrelse 1978-81.